# Riddlesworth
Riddlesworth is een civil parish in het bestuurlijke gebied Breckland, in het Engelse graafschap Norfolk met 147 inwoners.